# Bass (Instrument)

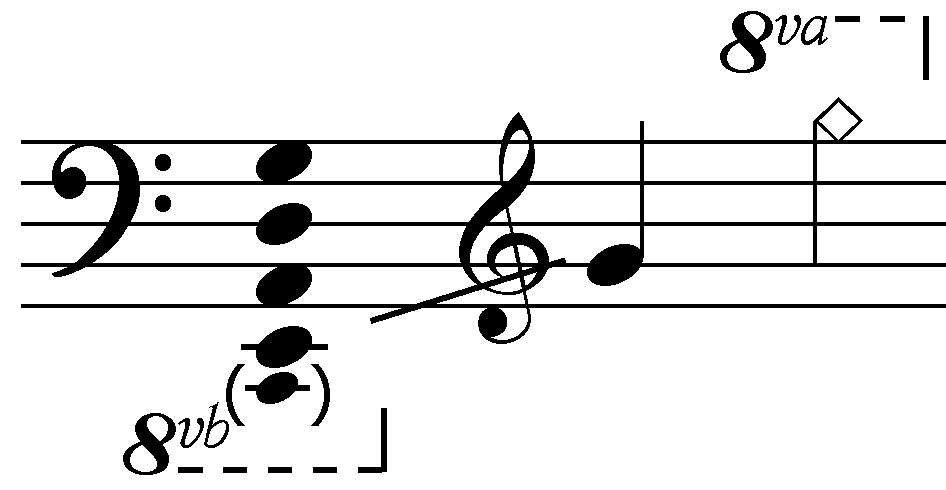
Tonumfang des Kontrabasses

Mit dem Wort Bass wird in der Musik fachsprachlich streng genommen lediglich eine tiefe Stimmlage zur Abgrenzung von z. B. Tenor, Bariton, Alt oder Sopran bezeichnet. In anderen Kontexten wird der Ausdruck als Synonym für Bassinstrumente verwendet, d. h. für jene Musikinstrumente, die in einer Gruppe von Musikern die Basslinie übernehmen. Den Bass als ein bestimmtes Instrument gibt es nicht. Im allgemeinen Sprachgebrauch sind damit – geprägt durch die moderne Musik (Jazz, Rock, Pop, Weltmusik) – meist Kontrabässe oder Instrumente gemeint, die mit dem Kontrabass verwandt sind (E-Bass, akustische Bassgitarre). In unterschiedlichen musikalischen Feldern können auch noch weitere Instrumente, etwa die Tuba bei den Blechbläsern und die Bassklarinette sowie das Basssaxophon bei den Holzbläsern als Bass bezeichnet werden. Auch Sänger mit der Gesangsstimme Bass werden oft verkürzend so bezeichnet.

## Bassisten
Als Bassist bezeichnet man im instrumentalen Bereich einen Musiker, der eines der vorgenannten Instrumente spielt. Während die Bedeutung der Bassisten sich in der Klassik meist auf die Erzeugung der harmonischen Grundlage konzentriert, ist der Bassist in den Bereichen Jazz sowie Pop- und Rockmusik zusätzlich die bestimmende und tragende Rolle innerhalb der Rhythmusgruppe. Wie mit allen anderen Instrumenten wird der Bassist in diesen modernen Spielarten auch solistisch und damit oft mit einer Improvisation auch spontan kompositorisch tätig. Das Mikrotiming im Zusammenspiel der Rhythmusgruppe bestimmt den Groove.

## Bassinstrumente
Als Bassinstrument wird ein Musikinstrument bezeichnet, wenn es:
- allgemein in einer tiefen Lage klingt und in einem musikalischen Geschehen die Basslinie übernimmt, zum Beispiel Violoncello, E-Bass, Kontrabass, Fagott, Tuba, Teekistenbass, Marimbula
- das tiefste Exemplar einer Instrumentenfamilie darstellt, zum Beispiel Bass-Posaune, Bassgitarre, Bass-Flöte, große Bass-Geige (Kontrabass), auch die am tiefsten klingende Bauart der Steelpans. Möglich sind erweiterte und variierte Präfixe wie „Subbass-“, „Kontrabass-“, „Kontra-“ für Instrumente, die ausnahmsweise in noch tieferen Lagen gebaut sind.

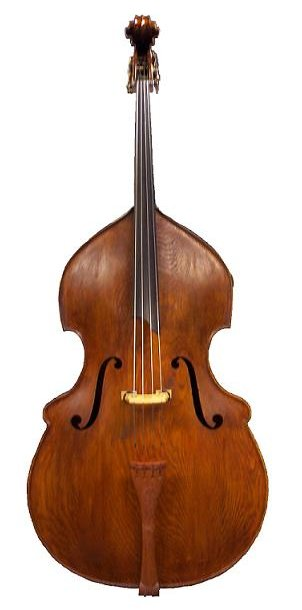
Kontrabass
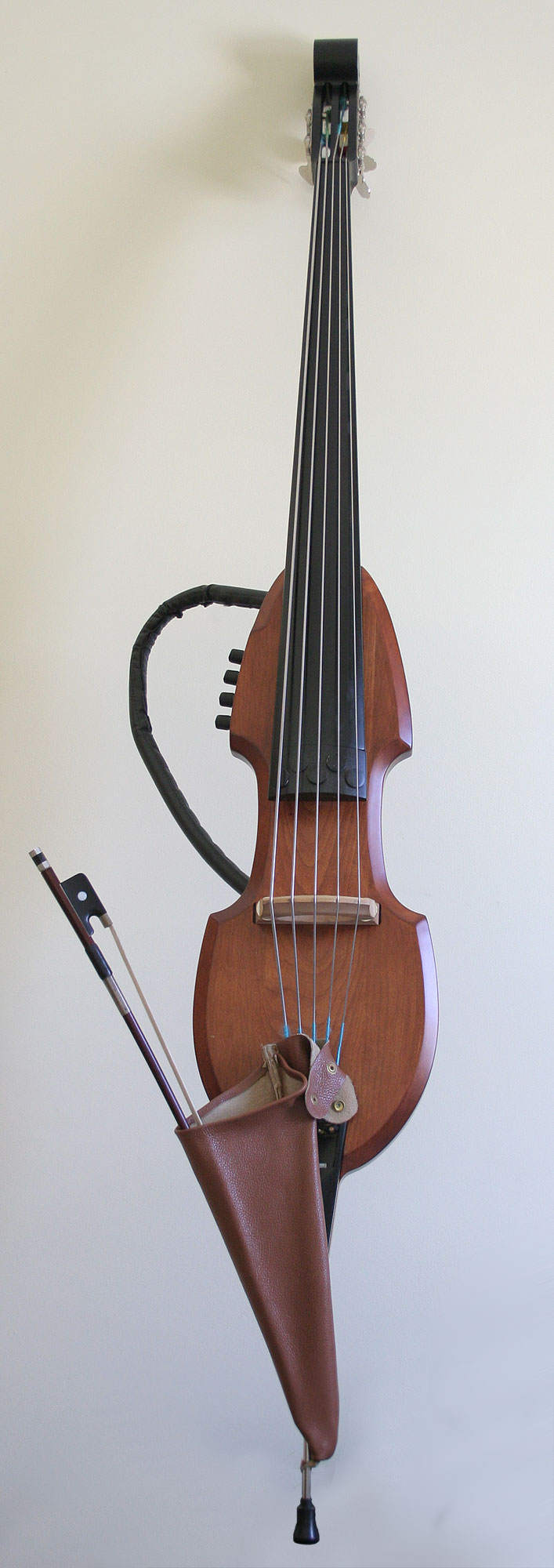
E-Kontrabass
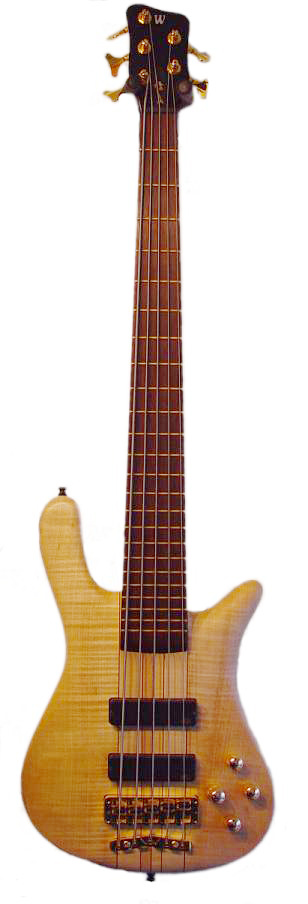
E-Bass
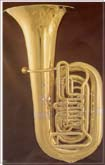
Tuba
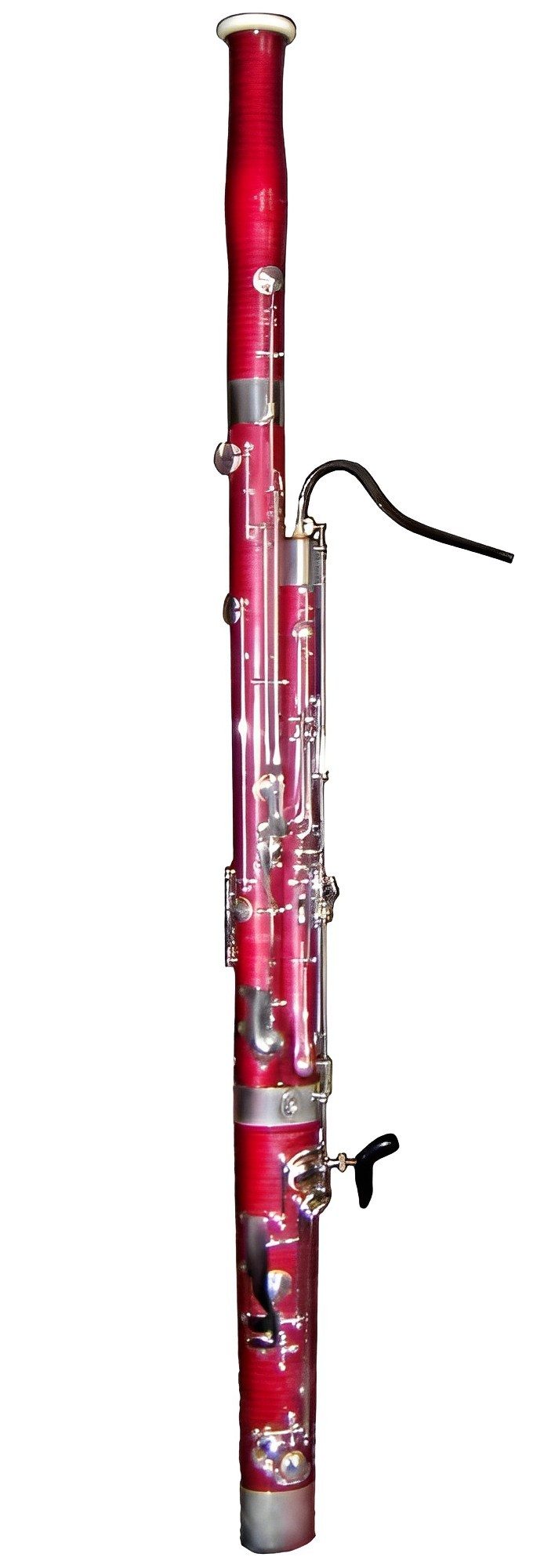
Fagott
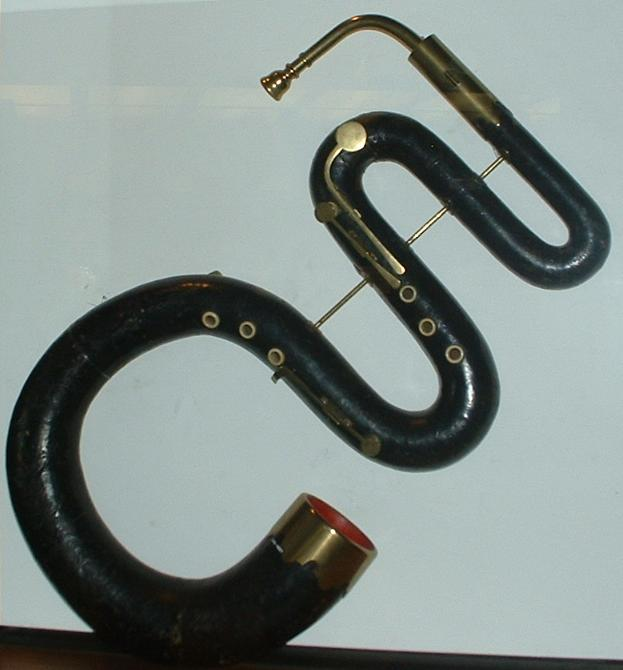
Serpent
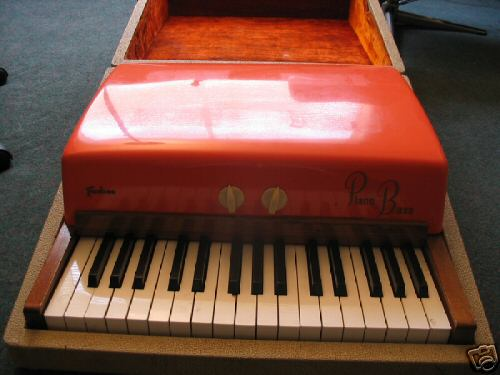
Piano Bass
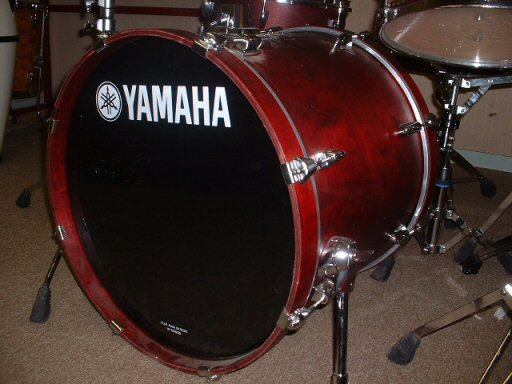
Basstrommel
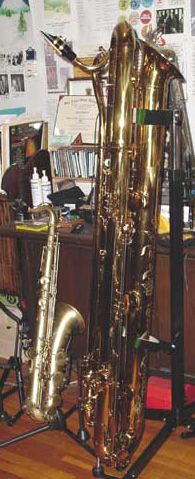
Subkontrabasssaxophon
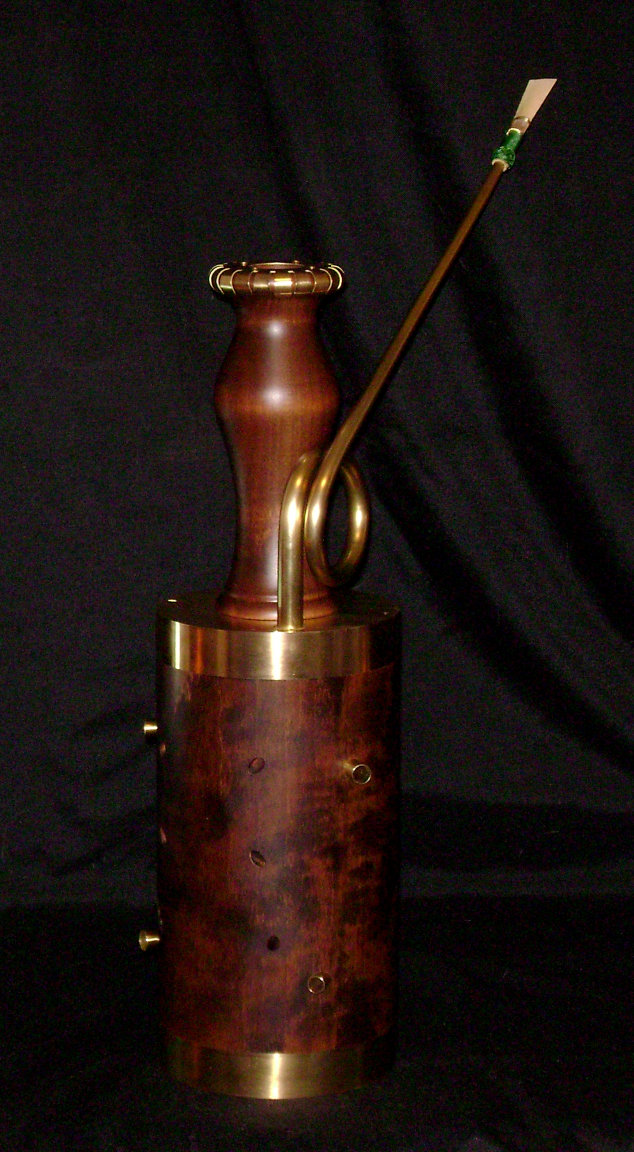
Bassrankett